# Maienburg
Die Maienburg, auch Burg Eigenberg genannt, ist die Ruine einer mittelalterlichen Höhenburg im Ortsteil Winkels des Marktfleckens Mengerskirchen im hessischen Landkreis Limburg-Weilburg.

## Lage
Die Ruine der Maienburg liegt nordwestlich von Mengerskirchen-Winkels auf einem 416 m ü. NN hohen Basaltkegel. Die direkte Umgebung der Burg ist stark bewaldet.

## Geschichte
Anfang des 14. Jahrhunderts wurde die erstmals im Jahr 1331 urkundlich als „Burg Eigenberg“ erwähnte Burganlage zum Schutz der Calenberger Cent von Graf Johann von Nassau-Dillenburg  erbaut und ging als Mannlehen an Ludwig von Mundersbach.
Nach dem Tod Daniel III. von Mundersbach war die Familie im Jahr 1600 ausgestorben. Die Burg fiel somit an das Haus Nassau-Dillenburg zurück. Ab 1608 war die Burg an Burkhard von Waldmannshausen verpfändet, wurde instand gesetzt und bis 1612 bewohnt. Die Erben Burkhards von Waldmannshausen traten im Jahr 1620 die Burg an Johann Ludwig von Nassau-Hadamar ab, der sie dem Amt Mengerskirchen zuschlug. Seitdem wurde die Burg nicht mehr genutzt und verfiel.
Das zur Burg gehörende Hofgut wurde bis 1806 verpachtet und im Jahr 1818 niedergelegt.

## Anlage

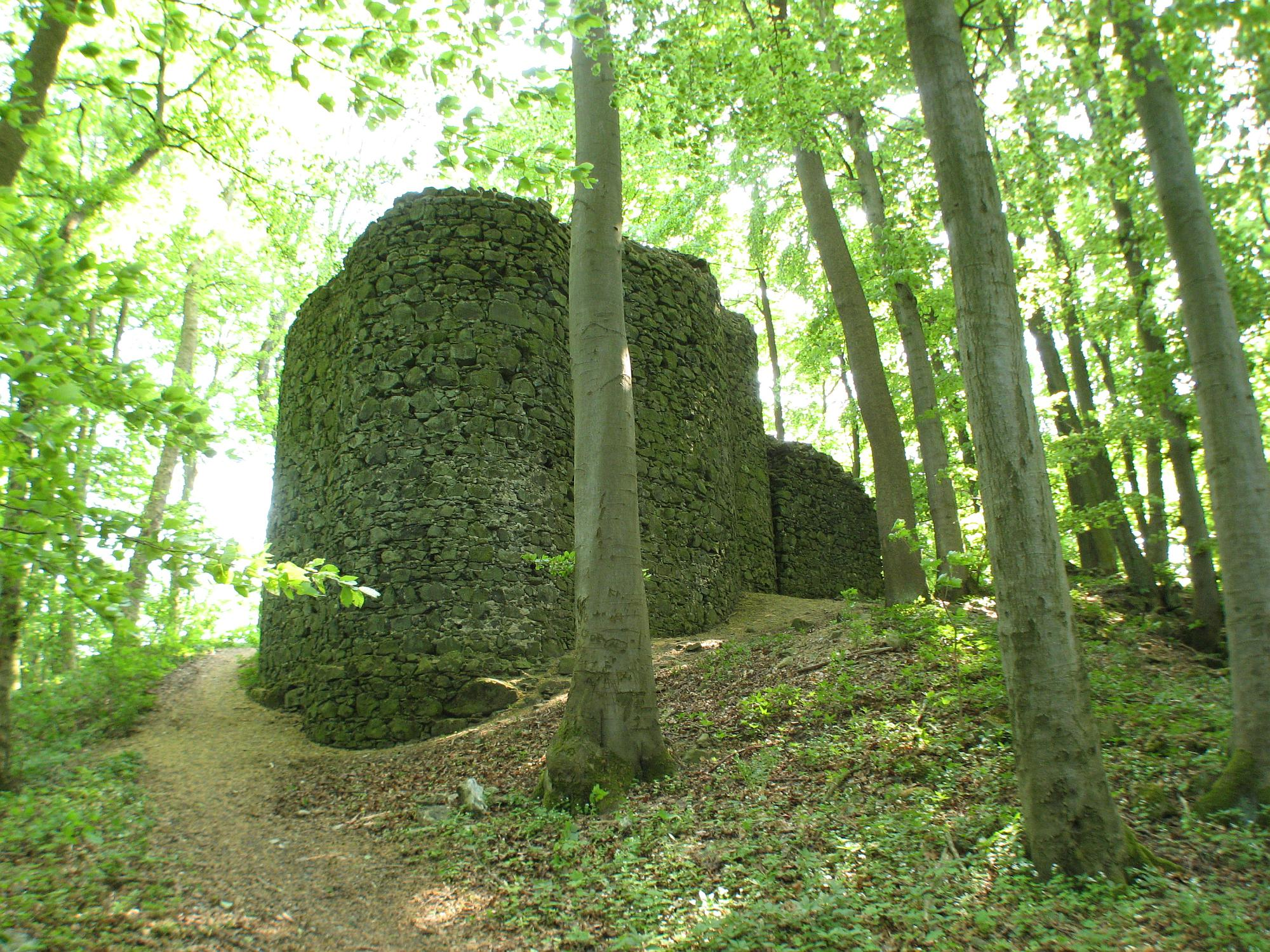
Reste des Bergfrieds mit den vorgelagerten Rondellen

Die Maienburg war durch zwei Wälle und Gräben gesichert. Der westliche Teil der Ringmauer, der Südturm und ein Bergfried mit Kuppelgewölbe sind erhalten. Der Palas und die östliche Mauer sind nicht mehr vorhanden.
Die Burg wurde aus anstehendem Basalt errichtet. Der Bergfried hatte 10,40 m Durchmesser, die Wandstärke auf der Innenseite betrug 2,50 m, auf der Außenseite 3,90 m. Dem Bergfried waren drei Rondelle vorgesetzt, er ist durch die circa 40 m lange Mauer mit dem Südturm verbunden. Die Mauer verfügt über vier Schießscharten. Der Südturm hat einen Durchmesser von 6 m bei einer Mauerstärke von 1,60 m.
Die ursprünglich zehn Meter breiten und vier Meter tiefen Gräben sind noch deutlich zu erkennen.

## Denkmalschutz
Die Ruine ist ein Bodendenkmal nach dem Hessischen Denkmalschutzgesetz. Nachforschungen und gezieltes Sammeln von Funden sind genehmigungspflichtig, Zufallsfunde an die Denkmalbehörden zu melden.